# ノーカーデー
ノーカーデーは、主に地方自治体で行う、交通事故軽減、交通渋滞緩和、大気汚染抑制等を目的とし、公共交通機関の利用を促すキャンペーン。ノーマイカーデーとも呼ばれる。
マイカーが増加して公共交通である路面電車や路線バスの利用者が減り、一方で交通戦争や公害がピークに達した高度経済成長末期に始まった。

## 概要
一定の月日・曜日・または期間を「ノーカーデー」または「ノーマイカーデー」と定め、自家用車の利用自粛と公共交通機関の利用を呼びかける。日本では、1971年（昭和46年）10月3日に東京都八王子市が毎週水曜日に、大気汚染の抑制と交通渋滞の緩和を目的に、自動車利用を自粛するよう呼びかけたのが最初である。
近年では公共交通機関の一日乗車券の発行や夜間を中心にした臨時バスの運行を行うなど、様々な取り組みが進められている。その一方、実際に実施する自治体や企業、利用者数がまだ少ないことから、今後どのようにして増やしていくかが今後の課題になっている。

## 主な事例
- 北海道札幌市
  - 毎月5日と20日に「さわやかノーカーデー」を実施。札幌市交通局が札幌市営地下鉄・札幌市営路面電車・JR北海道バス・じょうてつ・北海道中央バスの一部バス路線が利用可能な「共通1DAYカード」（大人1,000円・小児500円）をさらに割り引いた「エコキップ」（大人700円・小児350円）を発売していた。しかし、普段公共交通機関を利用する者が購入者の多くを占めており、割引券の代わりとして使っている状態にあることから、「エコキップ」に関しては2010年11月20日をもって廃止された[1]。ただし、「さわやかノーカーデー」と、土曜日・日曜日・祝祭日での「地下鉄専用1DAYカード」（大人800円・小児400円）をさらに割り引いた「ドニチカキップ」（大人500円・小児250円）の販売は引き続き行われる。
- 北海道釧路市
  - 釧路市地域公共交通活性化協議会[2]主催による「ノーマイカーデー」を2009年度から2011年度までの3年間限定で実施された。2009年度と2010年度は毎年8月から12月の最終金曜日[3]に実施、市内路線運賃を原則大人200円・障害者100円・小学生以下無料で利用できる企画を実施、夜の時間帯の主要路線での臨時便が運行された。さらに、各種イベント開催時の大人への「路線バス1日乗り放題券」発売と障害者・小学生以下の無料乗車を実施、各種イベント開催時のマイカー乗り入れの自粛にも力を入れた。しかしながら、毎月最終金曜日での実施は通勤者のマイカーからバスへの利用切り替えが主体だったため、マイカー通勤が主流である現状ではなかなか受け入れられず、当日運行された臨時便も利用客が予想を大きく下回る状態になったことから、2011年度は8月と9月の毎週日曜日と祝日の短期集中実施により、行楽地や中心街への集客に力を入れる形で実施されることで対応し、実施期間終了をもって協議会としての活動も終了した[4]。
    - 2009年度は、ノーマイカーデーと各種イベント開催時にくしろバスと阿寒バスが夜の時間帯での主要路線の臨時便を運行。さらに、ノーマイカーデーには繁華街での飲酒利用券が付いた「晩酌セット」を発売、各種イベント開催時には大人への「路線バス1日乗り放題券」発売と障害者・小学生以下の無料乗車を実施した。
    - 2010年度は、ノーマイカーデーには昨年に引き続いて夜の時間帯の主要路線での臨時便を運行、さらに、当日すべての時間帯で運行される市内路線を原則大人200円・障害者100円・小学生以下無料で利用できる企画と和商市場や地元商店、大型スーパーと連携した特売企画を新たに実施。そして、各種イベント開催時には昨年に引き続いて大人への「路線バス1日乗り放題券」発売と障害者・小学生以下の無料乗車を実施した[5]。
    - 2011年度は、臨時便が先述の利用客低迷から運行されず、代わりに日曜日と祝日、それに「くしろ港まつり」と「釧路大漁どんぱく」の開催時の市内路線運賃を原則大人200円・障害者100円・小学生以下無料で運行することになった。さらに、昨年に引き続いて大人への「路線バス1日乗り放題券」（今年度は500円）発売が実施されることになったが、「路線バス1日乗り放題券」は2009年度・2010年度実施時とは違って、各種イベント開催時だけでなく、日曜日と祝日にも発売されることになった[4]。

  - 2012年度以降は官民一体の別組織で運営され、2012年度はくしろバスと阿寒バスの市内線で利用できる1人500円の1日フリー券を年末年始を除く日曜日と祝日にバス車内で発売することになった[6]。
- 愛知県名古屋市
  - 毎月8日に「環境保全の日」を実施。名古屋市交通局が「環境保全の日」のほか、土曜日・日曜日・祝祭日に「一日乗車券」（地下鉄専用（大人740円・小児370円）・バス専用（大人600円・小児300円）・地下鉄・バス共通（大人850円・小児430円）の3種類がある）をさらに割り引いた「ドニチエコきっぷ」（大人620円・小児310円）を発売している。
- 大阪府大阪市
  - 毎月20日に「ノーマイカーデー」を実施している。2011年9月30日まで大阪市交通局が「ノーマイカーデー」のほか、金曜日に地下鉄・ニュートラム・バスが利用可能な「共通一日乗車券」（大人850円、小児430円）をさらに割り引いた「ノーマイカーフリーチケット」（大人のみ600円）を発売していたが、2011年10月1日からノーマイカーデーと関係のない「エンジョイエコカード」（平日用と土日祝日用）に変更された。
- 京都府京都市
  - 「歩いて楽しいまち京都」、「環境にやさしいまち京都」の実現に向けて毎月16日に「ノーマイカーデー」を実施している。京都市交通局と京都バスが毎日発売している「バス一日券」（大人600円・小児300円）の他にも割引付き磁気カード乗車券である「トラフィカ京カード」（3,000円カードは3,300円分、1,000円カードは1,100円)を販売している。また、2015年11月1日から保護者（父親・母親等）が同伴する場合のみ幼児は全員無料になるというサービスを行っている[7]。
- 福岡県福岡市
  - 毎週金曜日に「ノーマイカーデー」を実施。福岡市交通局が月曜日から木曜日に発売している「一日乗車券」（大人600円・小児300円）をさらに割り引いた「ノーマイカーデー一日乗車券」（大人500円・小児250円）を発売、土曜日・日曜日・祝祭日には、「ノーマイカーデー一日乗車券」と同じ料金で「エコちかきっぷ」を発売していた。しかし、同市が2011年4月1日からノーマイカーウィークデーを実施するのに伴い、ノーマイカーデー一日乗車券に関しては同年3月25日をもって発売・利用を終了することが決定した[8]。